# عنبة (طب)
العِنَبَة (بالإنجليزية: Staphyloma)‏ هي بروز غير طبيعي للأنسجة العنبية من خلال نقطة ضعف في مقلة العين. البروز عموما يكون أسود اللون، ويرجع ذلك إلى الطبقات الداخلية من العين. تحدث العنبة بسبب ضعف الطبقة الخارجية من العين (القرنية أو الصلبة العينية) بسبب حالة التهابية أو تنكسية. قد تقسم الحالة إلى 5 أنواع اعتمادا على الموقع على مقلة العين (بصلة العين).

## الأنواع

### العنبة القرنوية الأمامية

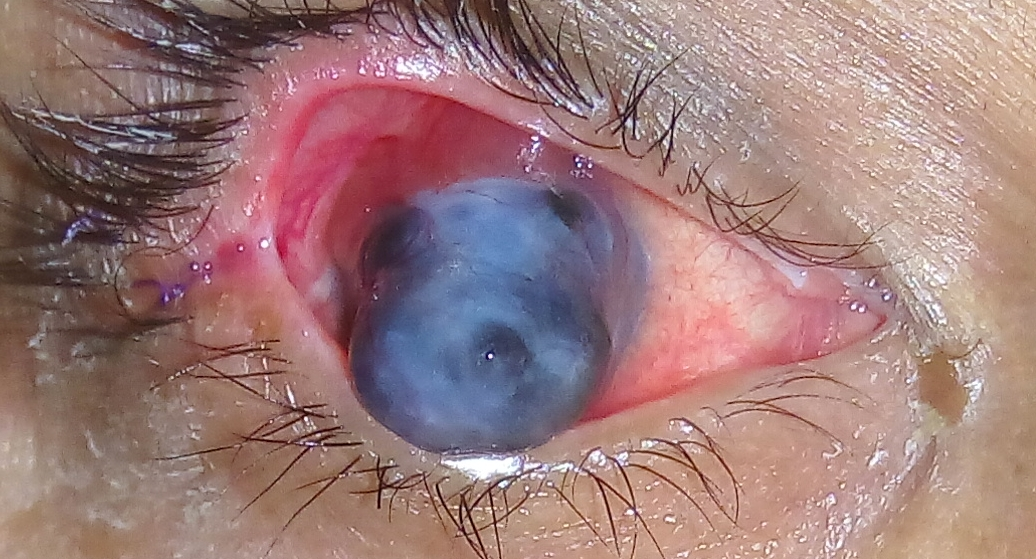
عنبة أمامية بعد حدوث قرحة قرنية فطرية.

تكون في القطعة الأمامية من العين، التي تحتوي على القرنية والصلبة. وهي توسع للـpseudocornea (الندبة التي تتشكل من الإفرازات المنتظمة والنسيج الليفي المغطى بالظهارة) وتنتج بعد نزع القرنية مع لصق القزحية في الخلف، وتعرف الحالة باسم العنبة الأمامية.

### العنبة المقحمة
هو الاسم الذي يطلق على الانتفاخ الموضعي في المنطقة الحوفية، التي يحدها جذر القزحية. تنتج تلك الحالة بسبب توسع النسيج الندبي الضعيف الذي تشكل في الحوف، بعد الشفاء من إصابة ثاقبة أو قرحة قرنوية طرفية. قد يكون هناك زرق انسداد زاوية ثانوي مرتبط، مما قد يسبب تطور الانتفاخ إذا لم يعالج. يحدث عيب الرؤية عادة بسبب لابؤرية قرنوية ملحوظة. العلاج يتكون من قطع لهاة تحت جرعات كبيرة من الستيرويدات الفموية.

### العنبة الهدبية

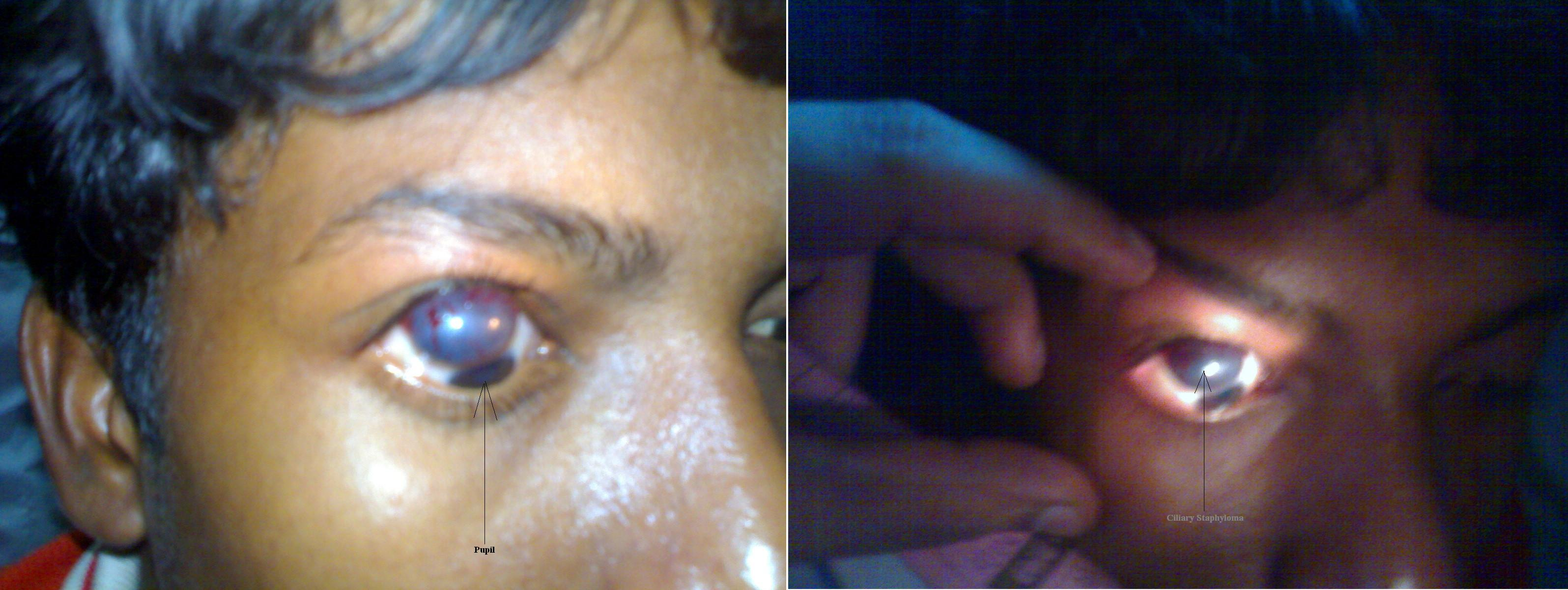
العنبة الهدبية.

كما يوحي الاسم، هي انتفاخ للصلبة الضعيفة التي يحدها الجسم الهدبي، وتحدث على بعد حوالي 2-3 ملم من الحوف. الأسباب الشائعة لها هي ترقق الصلبة الناتج عن إصابة ثاقبة، التهاب الصلبة والزرق المطلق. هذه الحالة هي جزء من العنبة الأمامية.

### العنبة الاستوائية
تحدث على خط الاستواء للعين (المنطقة المحيطة لأكبر قطر متعامد على المحور البصري). أسبابها التهاب الصلبة وتنكسها في قصر النظر المرضي. تكون الحالة أكثر شيوعا في المناطق في الصلبة التي تكون مثقوبة من الأوردة الدوامية.

### العنبة الخلفية

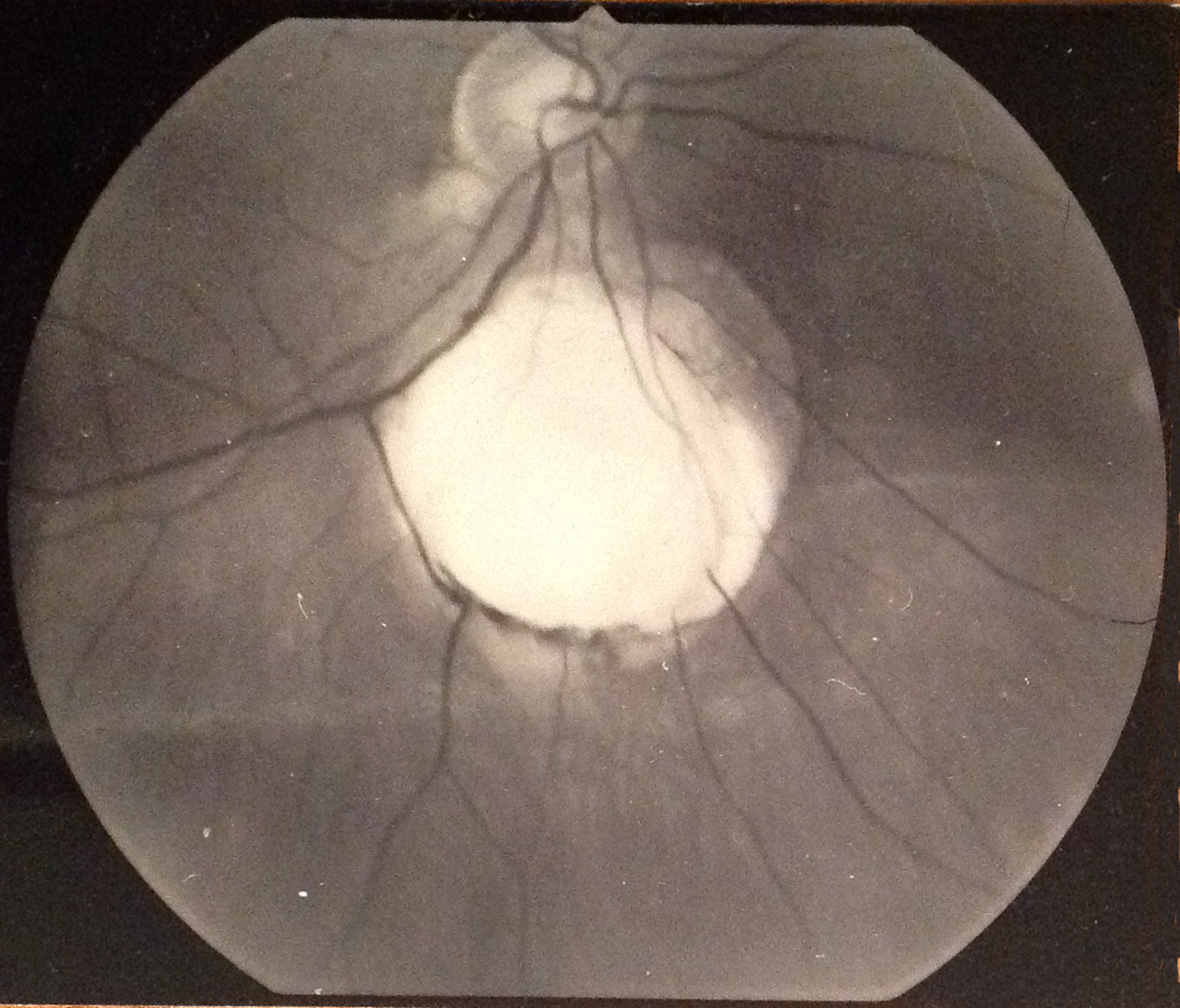
العنبة الخلفية أسفل العصب البصري (العين اليمنى)

تكون في الجزء الخلفي من العين، تشخيصها عادة يكون في منطقة العصب البصري أو بقعة الشبكية، تتشوه العين بحيث يكون طول العين مرتبطا مع قصر النظر. يتم التشخيص عن طريق تنظير العين، الذي يظهر منطقة من الحفر الشبكي في منطقة العنبة.